# Kaspi Bank
Kaspi Bank — казахстанский розничный системообразующий банк, который предоставляет инновационные финансовые сервисы и продукты через приложение Kaspi.kz. Головной офис находится в Алма-Ате.

## Собственники и руководство
По состоянию на 5 февраля 2020 года крупным акционером банка с 94,4 % долей участия является АО «Kaspi Group», принадлежащее банковскому холдингу АО «Kaspi.kz». Конечными акционерами являются: Фонды Baring Vostok — 28,80 % акций, Ломтадзе Михаил Нугзарович — 24,55 % акций, Ким Вячеслав Константинович — 23,35 % акций, Goldman Sachs — 3,00 % акций, менеджмент компании — 3,00 % акций, публичные инвесторы — 15,00 % акций.
В декабре 2022 года Михаил Ломтадзе приобрёл у Вячеслава Кима 1,94 млн глобальных депозитарных расписок банка. Сумма сделки – 134 млн долларов (61,8 млрд тенге). Сделка состоялась 22 декабря 2022 года. 
Председатель совета директоров — Вячеслав Ким, председатель правления — Павел Миронов.

## Деятельность
С 2014 по 2018 год Kaspi Bank занимал первое место по объёму розничного ссудного портфеля, а в 2022 году спустился на второе.
По итогам 2019 года Kaspi Bank попал в список тридцати крупнейших налогоплательщиков страны, пополнив госбюджет на сумму 41 млрд тенге.
В 2022 году Kaspi Bank занял первое место по приросту депозитов, увеличив приток средств до 121 миллиардов тенге в месяц, прибыль банка составила 325 млрд тенге, размер собственного капитала увеличился до 488 млрд тенге, а активы банка достигли 5 трлн тенге.

## История
1 января 1991 года в Алма-Ате открыт международный коммерческий банк «Аль Барака Казахстан».
14 апреля 1993 года вступил в силу новый закон «О банках в Республике Казахстан». В этой связи казахстанско-саудовский международный коммерческий банк «Аль Барака Казахстан» был преобразован в Совместный акционерный банк «Международный банк „Аль Барака Казахстан“».
В январе в 1997 года, в связи с обязательной, по закону Республики Казахстан, перерегистрацией, «Международный Банк „Аль Барака Казахстан“» переименован в ЗАО «Банк Каспийский».
В апреле 1997 года, ЗАО «Банк Каспийский» и ОАО «Каздорбанк» заключили соглашение о партнёрстве и сотрудничестве, вследствие которого произошло слияние этих организаций и образовано ОАО «Банк Каспийский».
В августе 2003, в соответствии с законом Республики Казахстан «Об акционерных обществах» от 13 мая 2003 года, открытое акционерное общество «Банк Каспийский» прошло государственную перерегистрацию в связи с изменением наименования на АО «Банк Каспийский».
15 ноября 2008 года, в результате ребрендинга АО «Банк Каспийский» сменил название на АО «Kaspi Bank». 
В 2020 году сайт Kaspi.kz возглавил рейтинг самых безопасных веб-ресурсов среди банков Казахстана.
В апреле 2020 года рейтинговое агентство S&P Global Ratings высоко оценило стратегию Kaspi.kz и присвоило банку один из самых высоких рейтингов в Казахстане за счёт сильных рыночных позиций и показателей ликвидности, а также развитой системы риск-менеджмента.
В ежегодных рейтингах банков Казахстана, представленных финансово-экономическим журналом Forbes, Kaspi Bank занял лидирующую позицию в 2020 и с 2022 по 2024 годах, благодаря высоким показателям чистого дохода и капитала. По мнению издания, банк является самым эффективным по использованию своих активов и собственного капитала. Количество пользователей мобильного приложения выросло до 12 миллионов.
В 2023 году Kaspi Bank занял верхнюю строчку рейтинга Customer Experience Index, согласно результатам исследования консалтингово-исследовательской компании Senteo Inc. Kaspi Bank показывает стабильно высокий уровень клиентских впечатлений, стремящийся к стандартам лучшей мировой практики и в розничном и в корпоративном сегменте.

## Критика
В 2013 году гражданский активист Ермек Нарымбаев обвинял банк в скрытых и двойных процентах.
После того, как банк в частном порядке удовлетворил требования о снижении размеров пени, от иска отказались 4 заёмщика.
По итогам разбирательств суд не выявил нарушений со стороны банка.
Российский филиал журнала Forbes опубликовал статью, где указывается связь между владельцами Kaspi Bank и приближенными Назарбаева.